# Mount San Antonio
Mount San Antonio, również Mount Baldy – najwyższy szczyt pasma górskiego San Gabriel oraz najwyższy szczyt Hrabstwa Los Angeles.
13 stycznia 2023 roku angielski aktor Julian Sands zaginął podczas wędrówki na Mount Baldy.